# 5G NR

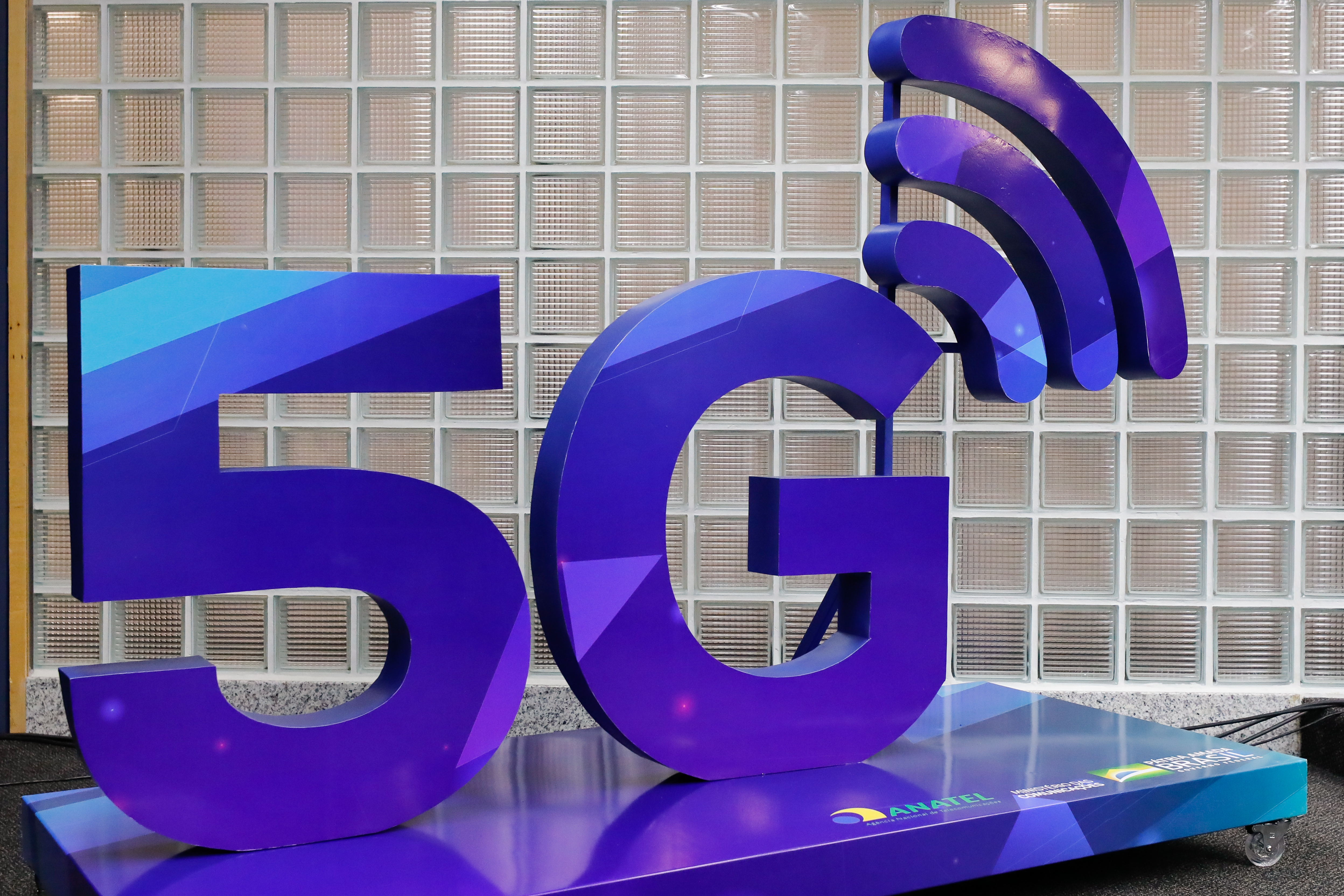
Logo 5G

5G NR (acrònim anglès de 5th Generation New Radio) és una nova tecnologia d'accés per ràdio (RAT) desenvolupada per 3GPP per a la xarxa mòbil 5G (cinquena generació). Va ser dissenyat per ser l'estàndard global per a la interfície aèria de les xarxes 5G. Igual que amb 4G (LTE), es basa en OFDM.

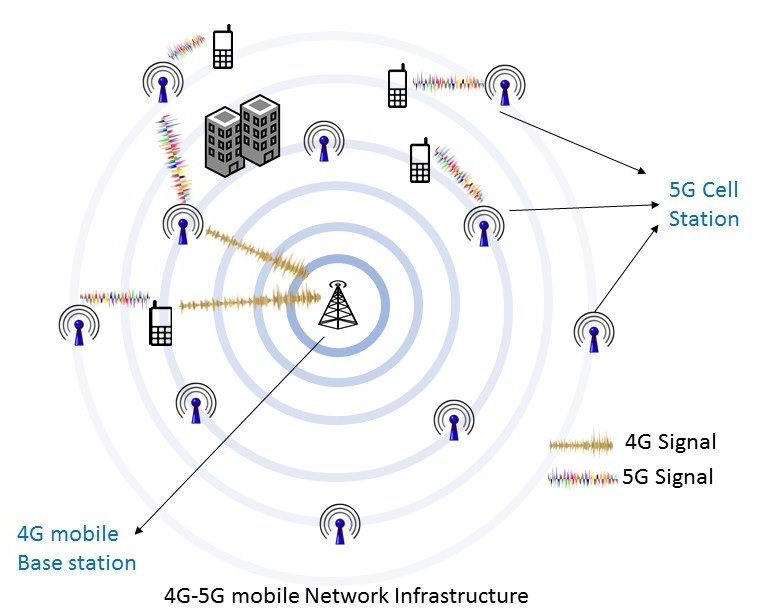
Diagrama de la xarxa mòbil 5G Diagrama de disseny de la xarxa mòbil 4G - 5G S'han utilitzat les icones de codi obert del lloc web següent

L'especificació 3GPP sèrie 38 proporciona els detalls tècnics darrere de 5G NR, el successor de LTE.
L'estudi de NR dins de 3GPP va començar el 2015 i la primera especificació es va posar a disposició a finals de 2017. Mentre el procés d'estandardització 3GPP estava en curs, la indústria ja havia començat els esforços per implementar una infraestructura compatible amb l'esborrany de la norma, amb el primer llançament comercial a gran escala de 5G NR a finals de 2018. Des del 2019, molts operadors han desplegat xarxes 5G NR i els fabricants de telèfons han desenvolupat telèfons habilitats per a 5G NR.
El 2018, 3GPP va publicar la versió 15, que inclou el que es descriu com a estandardització "Fase 1" per a 5G NR. El calendari de la versió 16, que serà "5G fase 2", segueix una data de congelació de març de 2020 i una data de finalització de juny de 2020, La versió 17 estava programada originalment per al seu lliurament al setembre de 2021, però, degut a la pandèmia de la COVID-19, es va reprogramar per al juny de 2022.
5G NR utilitza bandes de freqüència en dos rangs de freqüència:
1. Interval de freqüència 1 (FR1), per a bandes entre 410 MHz i 7125 MHz.
2. Interval de freqüència 2 (FR2), per a bandes dins de 24250 MHz – 71000 MHz.

Esquema general que representa els elements més rellevants de l'arquitectura de segmentació de la xarxa 5G.